# Pesovár Ferenc
Pesovár Ferenc (Herend, 1930. április 23. – Veszprém, 1983. február 27.) magyar néprajz-, néptánc- és népzenekutató.

## Élete
1930. április 23-án született a Veszprém vármegyei Herenden. Középiskoláit Veszprémben, a piarista gimnáziumban végezte. A néptánccal Molnár István  néptánckutató, a Budapest Táncegyüttes alapítója révén ismerkedett meg.
Ernő nevű testvérbátyával együtt a gimnázium néptáncegyüttesében táncolt, és a Bakony környéki falvakban már ekkor megpróbálkozott a néptánc gyűjtéssel. 1949-ben hivatásos táncos volt a Honvéd Művészegyüttesben.
1950-től Somogy megyében valamint Szatmárban végzett néptánckutatásokat a Népművészeti, majd Népművelési Intézet Néprajzi Osztályának munkatársaként. 1954-ben a Néprajzi Múzeum gyakornoka lett. 1955-ben végzett a budapesti Eötvös Loránd Tudományegyetem muzeológia–néprajz szakán, majd még ez évben a kiskunfélegyházi Kiskun Múzeum segédmuzeológusa, majd vezetője lett.
1957 áprilisától haláláig a székesfehérvári István Király Múzeum néprajzos muzeológusa, osztályvezetője volt.

## Munkássága
Diplomamunkáját a Szatmár megyei Tyukod község táncairól és táncéletéről írta. Itt ismerkedett meg Szuromi Péterrel, a híres tyukodi néptáncossal is.
Az 1950-es évek végén egy Fejér megyei falu, Alap néptánc monográfiáját készítette el. A Dunántúl néptánc hagyományát feltáró kutatásai mellett foglalkozott többek között Kelet-Európával és Erdéllyel is. Közel száz néptánc-címszót írt a Magyar néprajzi lexikonba.
Fejér megyei gyűjtései mind a tárgyi, mind a néptánc-, népzene- és népdalkincsre vonatkozóan jelentősek. A székesfehérvári Alba Regia Táncegyüttes elődjénél népviselet-néprajzi tanácsadóként dolgozott.
1988-ban emlékére alapították a Pesovár Ferenc Alapítványt, amely a névadó szellemiségében dolgozó fiatal kutatóknak, táncosoknak, zenészeknek adományozza a róla elnevezett díjat.

## Művei
- A magyar nép táncélete. Tánctanulás, táncalkalmak, táncrendezés; NPI, Bp., 1980 (Néptáncpedagógusok kiskönyvtára)
- Béres vagyok, béres. Fejér megyei népzene (1982)
- A juhait kereső pásztor. Fejér megyei néptáncok (1983)